# Muzeul de Arte Islamice al Malaysiei
Muzeul de Arte Islamice al Malaysiei (IAMM), (în limba malaieză: Muzium Kesenian Islam Malaysia), deschis publicului începând cu data de 12 decembrie 1998, este cel mai mare muzeu de artă islamică din Asia de Sud-Est.

## Prezentare
Muzeul de Arte Islamice al Malaysiei este primul și cel mai mare muzeu din sud-estul Asiei dedicat artei islamice. Acest muzeu este situat în Kuala Lumpur, Malaysia, în inima centurii turistice, înconjurat de verdeață luxuriantă, la câțiva pași de Moscheea Națională, de Parcul Național de Păsări și de Planetarium. A fost deschis publicului pe 12 decembrie 1998.
Muzeul, situat în Jalan Lembah Perdana, în inima capitalei Kuala Lumpur, se întinde pe 4 etaje și acoperă o suprafață de 30.000 m². Clădirea Muzeului de Arte Islamice a fost proiectată de arhitecți care au dorit să împărtășească frumusețea arhitecturii islamice.
Caracteristicile cele mai proeminente sunt constituite din clădirea cu cinci domuri, care reprezintă cei 5 stâlpi ai Islamului. Patru dintre ele pot fi văzute din exterior, dar cele cinci cupole pot fi văzute doar din interiorul clădirii. Muzeul, decorat de artizani din Iran și din Uzbekistan, adăpostește 12 galerii. Muzeul de Arte Islamice al Malaysiei găzduiește până la șapte mii de artefacte, inclusiv exemple de arta metalelor și arta ceramicii islamice.
Conține 6.000 de piese de artă, dintre care 200 de manuscrise islamice. Galeria dedicată arhitecturii islamice prezintă machete ale unor celebre clădiri precum cea mai mare machetă din lume a Masjid al-Haram,, Taj Mahal, din India și mausoleul lui Timur Lenk, din Samarkand, Uzbekistan.
Biblioteca muzeului posedă valoroase cărți de artă islamică.
Construcția muzeului a costat 70 de milioane.

## Galerii
Cele 12 galerii permanente sunt:
- Arta moscheii și arta arhitecturală
- Galeria manuscriselor coranice
- Galeria de artă islamică a lumii chineze
- Galeria de artă islamică a lumii malaieziene
- Galeria de artă islamică a lumii indiene
- Galeria de ceramică și de sticlărie
- Galeria textilelor
- Galeria feroneriei
- Galeria bijuteriilor și numismaticii
- Galeria armelor și armurilor
- Galeria invențiilor și inovațiilor
- Galeria Living with wood

Două galerii temporare:
- Galeria specială 1
- Galeria specială 2

## Imagini din muzeu

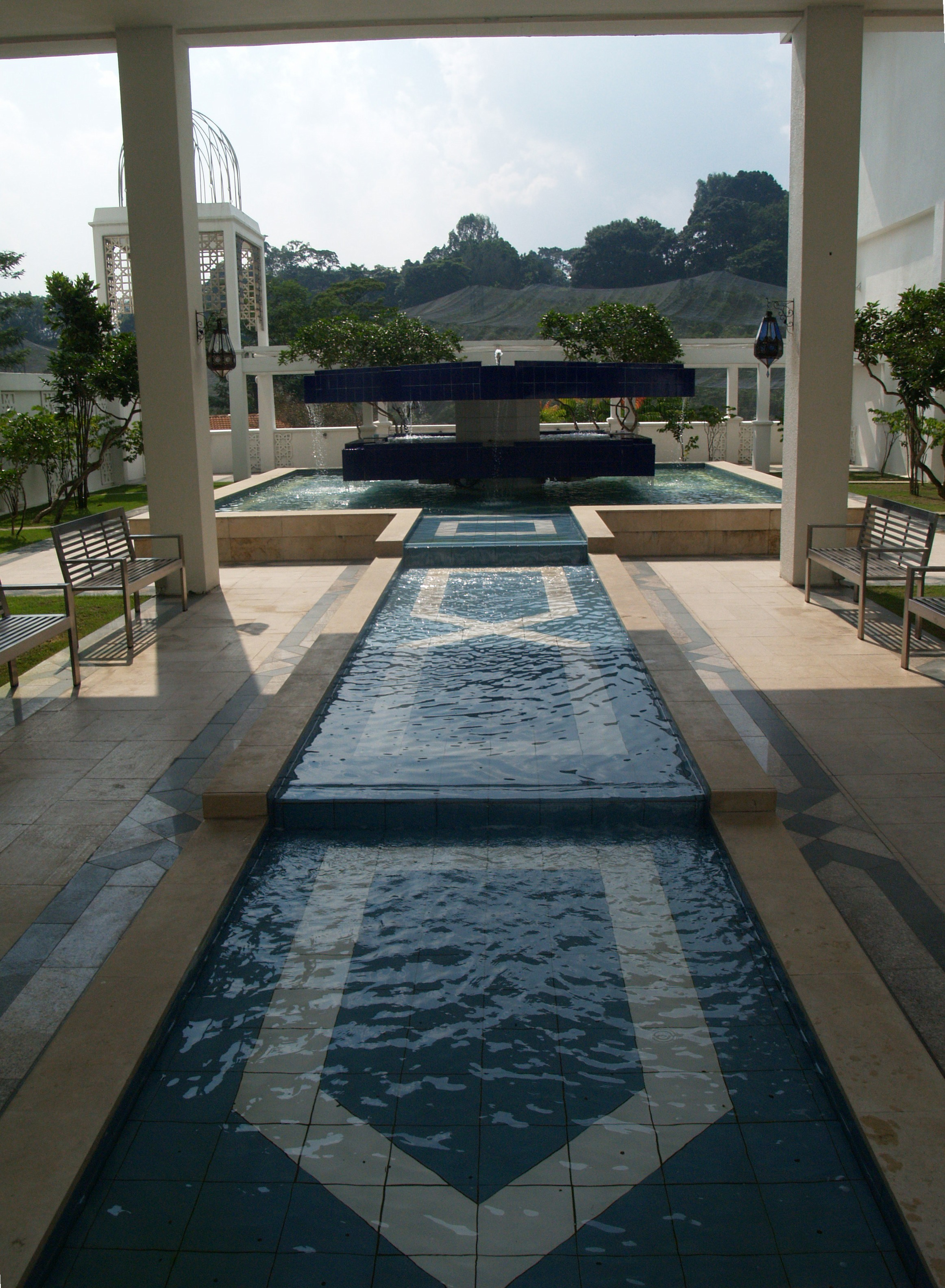
Muzeul de Arte Islamice al Malaysiei
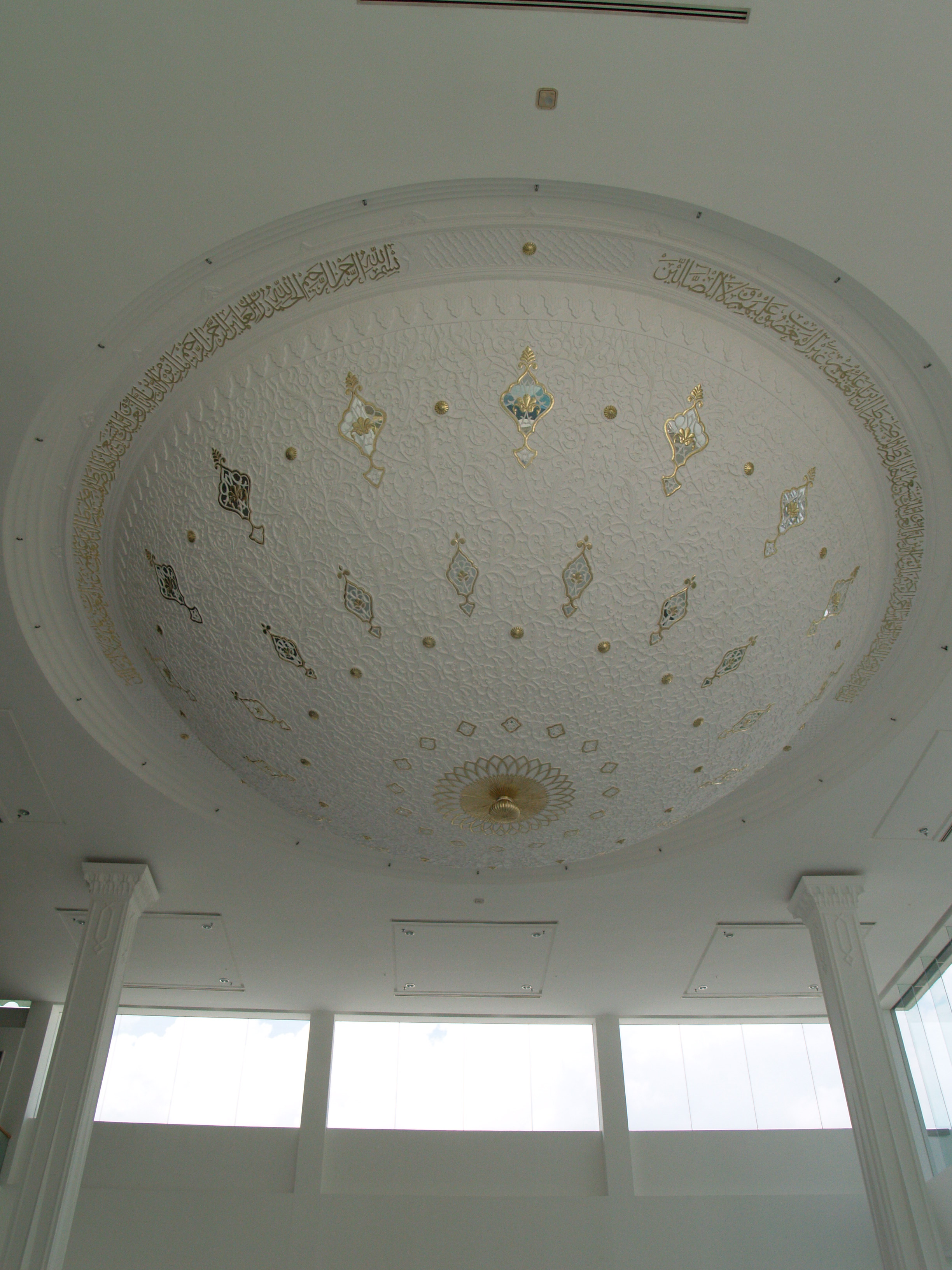
Dom inversat, în muzeu